# Françoise Rosay
Françoise Rosay (9è districte de París, 19 d'abril de 1891 – Montgeron 28 de març de 1974) va ser una actriu teatral i cinematogràfica de nacionalitat francesa, amb una carrera que va abastar més de seixanta anys i que la va fer una figura llegendària del cinema del seu país. En total va actuar en més de 100 pel·lícules al llarg de la seva trajectòria.

Francoise_Rosay a "Femmes Françaises", març de 1952

## Biografia
El seu veritable nom era Françoise Bandy de Nalèche, i va néixer en París. Era filla il·legítima de Marie-Thérèse Chauvin, una actriu coneguda pel nom de Sylviac, i del comte François Louis Bandy de Nalèche, germà de Étienne Bandy de Nalèche, director del Journal des débats, ambdós fills del polític Louis Bandy de Nalèche. El seu pare no la va reconèixer fins a 1938, quan ella ja era una actriu molt coneguda.
Al principi ella volia ser cantant d'òpera, i en 1917 va guanyar un premi en el Conservatori de París i va debutar en la Òpera Garnier cantant en Salammbô, de Ernest Reyer. També va cantar en Càstor i Pòl·lux, de Jean-Philippe Rameau, i Thaïs, de Jules Massenet.
El seu primer film va ser Falstaff, rodat en 1911 i a partir de 1929 va començar a treballar en Hollywood. En 1917 s'havia casat amb el director Jacques Feyder, amb el qual va tenir tres fills. Rosay va actuar en diverses cintes dirigides pel seu marit, entre elles Le Grand Jeu (1933), Pension Mimosas (1934), La Kermesse heroica (1935) i Les Gens du voyage (1937). En els anys de la Segona Guerra Mundial, Rosay va romandre en Tunísia, Algèria i Suïssa, on ensenyava interpretació en el Conservatori de Ginebra. En aquesta època també va treballar al cinema, destacant el seu treball en el film britànic The Halfway House (1944).
Al llarg de la seva carrera, Rosay va actuar amb totes les grans estrelles de cinema francès, entre elles Jean Gabin, Michèle Morgan, Raimu, Jeanne Moreau, Danielle Darrieux, Micheline Presle, Paul Meurisse, Gérard Philipe, Louis Jouvet, Michel Simon, Simone Signoret, Fernandel o Jean-Louis Barrault. A Hollywood va treballar amb Charles Boyer, Maurice Chevalier i Buster Keaton, i amb directors com William Dieterle (September Affair, 1949), Martin Ritt (The Sound and the Fury, 1958), Ronald Neame (The Seventh Sin, 1956) y Peter Glenville (Me and the Colonel, 1957, con Danny Kaye). A Anglaterra va actuar a The Alien Corn, un segment del film d'antologia basat en obres de W. Somerset Maugham Quartet (1948), on hi participava Dirk Bogarde.
La seva última actuació cinematogràfica va tenir lloc en la pel·lícula Der Fußgänger, dirigida per Maximilian Schell i premiada amb el Globus d'Or a la millor pel·lícula de parla no anglesa, a més de ser nominada al Oscar a la millor pel·lícula estrangera el 1974.
En l'àmbit teatral, en 1950 va actuar al Teatre New London interpretant el paper de 'Madame Tic Tac', encara que durant unes poques representacions.
Françoise Rosay va morir en Montgeron, França, en 1974. Va ser enterrada a Sorel-Moussel, al costat del seu marit.

## Filmografia
- 1911: Falstaff, de Henri Desfontaines, Clément Maurice.
- 1915: Les Vampires, de Louis Feuillade.
- 1916: Têtes de femmes, femmes de tête, de Jacques Feyder.
- 1916: La Trouvaille de Buchu, curt de Jacques Feyder.
- 1916: Le Billard cassé, curt de Jacques Feyder.
- 1917: L'instinct est maître, de Jacques Feyder.
- 1917: Abrégeons les formalités, curt de Jacques Feyder.
- 1917: Les Vieilles Femmes de l'hospice, curt de Jacques Feyder.
- 1917: Le Bluff, curt de Jacques Feyder.
- 1918: Le Frère de lait, curt de Jacques Feyder.
- 1918: La Faute d'orthographe, curt de Jacques Feyder.
- 1922: Crainquebille, de Jacques Feyder.
- 1925: Gribiche, de Jacques Feyder.
- 1927: Le Bateau de verre, de Constantin J.David i Jacqueline Milliet.
- 1927: Madame Récamier, de Gaston Ravel.
- 1929: Les Deux Timides, de René Clair.
- 1929: The One Woman Idea, de Berthold Viertel.
- 1930: The Playboy of Paris, de Ludwig Berger.
- 1930: Si l'empereur savait ça, de Jacques Feyder.
- 1930: Le Procès de Mary Dugan, de Marcel de Sano.
- 1931: The Little Café, de Ludwig Berger.
- 1931: The Magnificent Lie, de Berthold Viertel.
- 1931: La Chance de René Guissart.
- 1931: Quand on est belle, de Arthur Robison.
- 1931: La Femme en homme, de Augusto Genina.
- 1931: Échec au roi, de Léon d'Usseau i Henri de la Falaise.
- 1931: Casanova wider Willen, d'Edward Brophy.
- 1931: Buster se marie, d'Edward Brophy i Claude Autant-Lara.
- 1931: Jenny Lind, de Arthur Robison.
- 1932: Le Rosier de Madame Husson, de Dominique Bernard-Deschamps.
- 1931: Soyons gais, de Arthur Robison.
- 1932: La Pouponnière, de Jean Boyer.
- 1932: Papa sans le savoir, de Robert Wyler.
- 1933: L'Abbé Constantin, de Jean-Paul Paulin.
- 1933: Tout pour rien, de René Pujol.
- 1933: Tambour battant, d'André Beucler i Arthur Robison.
- 1933: Remous, de Edmond T. Gréville.
- 1933: Coralie et Cie, d'Alberto Cavalcanti.
- 1934: Vers l'abîme, de Hans Steinhoff i Serge Veber.
- 1934: Maternité, de Jean Choux.
- 1934: Die Insel, de Hans Steinhoff.
- 1934: Le Grand Jeu, de Jacques Feyder.
- 1934: Le Billet de mille, de Marc Didier.
- 1935: Pension Mimosas, de Jacques Feyder.
- 1935: Marie des angoisses, de Michel Bernheim.
- 1935: Marchand d'amour, de Edmond T. Gréville.
- 1935: La Kermesse heroica (La Kermesse héroïque - Die klugen Frauen]), de Jacques Feyder.
- 1935: Gangster malgré lui, de André Hugon.
- 1936: Die Letzten Vier von Santa Cruz, de Werner Klingler.
- 1936: The Robber Symphony, de Friedrich Feher.
- 1936: Le Secret de Polichinelle, de André Berthomieu.
- 1936: Jenny, de Marcel Carné.
- 1937: Le Fauteuil 47, de Fernand Rivers.
- 1937: Drôle de drame, de Marcel Carné.
- 1937: Un carnet de bal, de Julien Duvivier.
- 1937: Ramuntcho, de René Barberis.
- 1937: Mein Sohn, der Herr Minister, de Veit Harlan.
- 1938: Fahrendes Volk, de Jacques Feyder.
- 1938: Le Ruisseau, de Claude Autant-Lara i Maurice Lehmann.
- 1938: Les Gens du voyage, de Jacques Feyder.
- 1938: Paix sur le Rhin, de Jean Choux.
- 1938: Le Joueur d'échecs, de Jean Dréville.
- 1939: Serge Panine, de Charles Méré i Paul Schiller.
- 1939: Die Hochzeitsreise, de Karl Ritter.
- 1940: Elles étaient douze femmes, de Georges Lacombe.
- 1942: Une femme disparaît, de Jacques Feyder.
- 1944: The Halfway House, de Basil Dearden.
- 1945: Johnny Frenchman, de Charles Frend.
- 1946: Macadam, de Marcel Blistène i Jacques Feyder.
- 1947: La Dame de haut le bois, de Jacques Daroy.
- 1948: Saraband for Dead Lovers, de Basil Dearden.
- 1948: Le Mystère Barton de Charles Spaak.
- 1949: Quartet, film d’esquetxos de Ken Annakin, Arthur Crabtree, Harold French i Ralph Smart.
- 1949: Les Vagabonds du rêve, de Charles-Félix Tavano.
- 1949: On n'aime qu'une fois de Jean Stelli.
- 1949: Donne senza nome, de Géza von Radványi.
- 1950: September Affair, de William Dieterle.
- 1950: Maria Chapdelaine, de Marc Allégret.
- 1951: The 13th Letter, de Otto Preminger.
- 1951: L'Auberge rouge, de Claude Autant-Lara.
- 1951: K - Das Haus des Schweigens, de Hans Hinrich.
- 1951: I figli di nessuno, de Raffaello Matarazzo.
- 1952: Les Sept Péchés capitaux, film de sketches de Claude Autant-Lara.
- 1952: Le Banquet des fraudeurs, de Henri Storck.
- 1952: Wanda la peccatrice, de Duilio Coletti.
- 1952: Sul ponte dei sospiri, de Antonio Leonviola.
- 1952: Chi è senza peccato, de Raffaello Matarazzo.
- 1953: Den Lille pige med svovlstikkerne, de Johan Jacobsen.
- 1954: La Reine Margot, de Jean Dréville.
- 1955: That Lady, de Terence Young.
- 1955: Ragazze d'oggi, de Luigi Zampa.
- 1955: Quelque part en France, de Ben Barkay.
- 1956: Le Long des trottoirs, de Léonide Moguy.
- 1957: The Seventh Sin, de Ronald Neame i Vincente Minnelli.
- 1957: Interlude, de Douglas Sirk.
- 1958: Le Joueur, de Claude Autant-Lara.
- 1958: Me and the colonel, de Peter Glenville.
- 1958: Non sono più Guaglione, de Domenico Paolella.
- 1959: The Sound and the Fury, de Martin Ritt.
- 1959: Du rififi chez les femmes, de Alex Joffé.
- 1959: Les Yeux de l'amour, de Denys de La Patellière.
- 1960: Die Gans von Sedan, de Helmut Kaütner.
- 1960: Le Bois des amants, de Claude Autant-Lara.
- 1960: Stefanie in Rio, de Curtis Bernhardt.
- 1961: The Full Treatment, de Val Guest.
- 1961: Le cave se rebiffe, de Gilles Grangier.
- 1961: Frau Cheneys Ende, de Franz Josef Wild.
- 1962: The Longest Day, de Ken Annakin, Andrew Marton, Bernhard Wicki i Darryl F. Zanuck.
- 1962: Pourquoi Paris ?, de Denys de La Patellière.
- 1964: ...e la donna creò l'uomo, de Camillo Mastrocinque.
- 1965: Up from the Beach, de Robert Parrish.
- 1965: La Métamorphose des cloportes, de Pierre Granier-Deferre.
- 1967: L'hora 25, de Henri Verneuil.
- 1968: Faut pas prendre les enfants du bon dieu pour des canards sauvages, de Michel Audiard.
- 1969: Un merveilleux parfum d'oseille, de Renaldo Bassi.
- 1972: Trois milliards sans ascenseur, de Roger Pigaut.
- 1972: Pas folle la guêpe, de Jean Delannoy.
- 1973: Der Fußgänger, de Maximilian Schell.

## Teatre
- 1911 : L'Armée dans la ville, de Jules Romains, escenografia de André Antoine, Teatre del Odéon
- 1911: Rivoli, de René Fauchois, Teatre del Odéon.
- 1912: La Foi, de Eugène Brieux, Teatre del Odéon.
- 1940: Le Rosaire, de André Bisson a partir de Florence L. Barclay, Teatre des Célestins.
- 1946: Le Séducteur d'André Birabeau, escenografia de Jacques Feyder, Teatre Antoine
- 1947: Trespass, de Emlyn Williams, Londres.
- 1950: Madam Tic-Tac, de Cary & Weathers, Londres.
- 1950: Oncle Harry, de Thomas Job, adaptació de Marcel Dubois i Jacques Feyder, escenografia de Jean Marchat, Teatre Royal du Parc.
- 1951: Oncle Harry, de Thomas Job, adaptació de Marcel Dubois i Jacques Feyder, escenografia de Jean Marchat, Teatre Antoine.
- 1952: Le Vivier, de Henri Troyat, Brussel·les.
- 1953: Chez Françoise, de Roger Avermaete, Bruselas.
- 1954: La importància de ser Frank, d'Oscar Wilde, escenografia de Claude Sainval, Teatre dels Camps Elisis.
- 1955: Les Petites Têtes, de Max Régnier, escenografia de Fernand Ledoux, Teatre Michel, Teatre des Célestins.
- 1960: Horses in midstream, de Andrew Rosenthal, Londres.
- 1965: Olympia, de Ferenc Molnar, Bruselas.
- 1967: La Famille écarlate, de Jean-Loup Dabadie, escenografia de Gérard Vergez, Teatre de París.
- 1970: Cher Antoine ou l'Amour raté, de Jean Anouilh, escenografia de Jean Anouilh i Roland Piétri, Teatre des Célestins.
- 1971: La sopera, de Robert Lamoureux, escenografia de l’autor i de Francis Joffo, Teatre Édouard VII.